# Dirigenter utan gränser
Dirigenter utan gränser (engelska: Conductors without Borders) är ett internationellt utvecklingsprogram för dirigenter och körledare som saknar tillgång till professionell utbildning, mentorskap och vägledning. Programmet ska förmedla ett insiktsfullt ledarskap ägnat åt körsångens sociala värden.
Programmet leds och stöds av International Federation for Choral Music (IFCM) och står under beskydd av den venezuelanske tonsättaren Alberto Grau. Programmet tillkom 2006 och engagerar dirigenter som är villiga att bidra med utbildning av kördirigenter och utveckling av körsången i länder och regioner i tredje världen.